# Relações entre Irã e Turquia

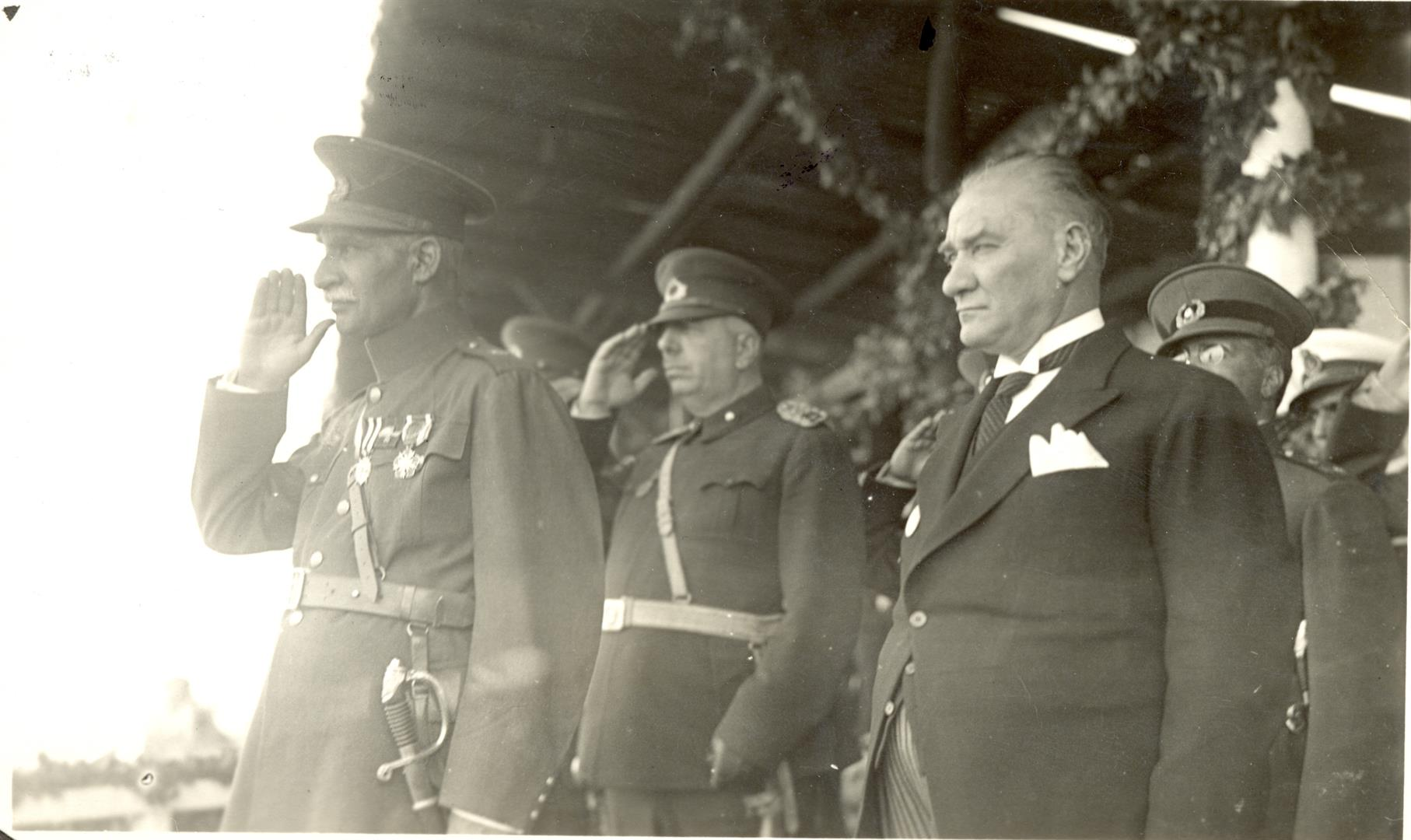
Reza Shah e Mustafa Kemal Atatürk.

As relações entre Irão (português europeu) ou Irã (português brasileiro) e Turquia são as relações diplomáticas estabelecidas entre a República Islâmica do Irã e a República da Turquia. Ambos são vizinhos, com uma extensão de 499 km na fronteira entre os dois países. A Turquia possui uma embaixada em Teerã, e consulados em Tabriz e Urmia. O Irã possui uma embaixada em Ancara, e consulados em Istambul, Erzurum e Trabzon.
Na última década, a cooperação turco-iraniana intensificou-se visivelmente. As necessidades turcas por energia e os vastos recursos de petróleo e gás natural do Irã têm sido um importante motor da crescente cooperação turco-iraniana. O Irã é o segundo maior fornecedor de gás natural para a Turquia, atrás da Rússia. O Irã é também uma importante fonte de petróleo bruto. No entanto, o grau de cooperação entre os dois países não é exageradamente alto. A Turquia e o Irã historicamente foram, e continuam a ser, rivais e não parceiros próximos. Embora possam compartilhar certos interesses econômicos e de segurança, seus interesses estão em desacordo em muitas áreas em todo o Oriente Médio. Os dois estados têm identidades políticas e ideologias fundamentalmente diferentes.
A Primavera Árabe deu à rivalidade política e ideológica entre a Turquia e o Irã um maior ímpeto. A queda dos regimes autoritários na Tunísia, na Líbia e no Egito, além dos levantes na Síria, no Iêmen e no Bahrein, minou a ordem política no Oriente Médio. A Turquia e o Irã buscaram explorar a "nova ordem" emergente na região para alcançar seus respectivos interesses no Oriente Médio. As relações foram forçadas por uma série de questões. O fator mais importante que contribuiu para as tensões crescentes nas relações tem sido o apoio da Turquia à oposição ao presidente sírio, Bashar al-Assad. A Síria é o único aliado verdadeiro do Irã no Oriente Médio. Desde 1979, o regime secular, dominado pelos alauitas, o regime baathista sírio e a teocracia xiita iraniana têm fortemente apoiado um ao outro. A queda de Assad seria um sério golpe estratégico para o Irã e poderia resultar no crescimento da influência da Turquia. Também poderia ter um efeito de demonstração no Irã, fortalecendo a oposição interna ao regime iraniano e aprofundando as divisões atuais dentro da liderança iraniana.
O Iraque também se tornou um campo de crescente concorrência entre a Turquia e o Irã. A retirada das tropas americanas do Iraque criou um vazio de poder que o Irã tentou preencher. O conflito sectário entre xiitas e sunitas atraiu a Turquia e o Irã para o conflito iraquiano em lados opostos. Enquanto a competição turco-iraniana no Iraque não é tão significativa quanto as tensões sobre a Síria, ela poderia ganhar nova força com a queda de Assad, levando à violência sectária generalizada que poderia ser altamente desestabilizadora. A questão curda também surgiu como uma fonte de tensão entre Ancara e Teerã. O governo turco suspeita da Síria e do Irã de apoiar o principal grupo insurgente curdo, o Partido dos Trabalhadores do Curdistão. À medida em que os distúrbios na Síria se espalharam, o controle do regime de Assad sobre as áreas curdas ao longo da fronteira turco-síria tem diminuído, aumentando as ansiedades turcas, o que fortalecerá os apelos para maior autonomia entre a própria população curda da Turquia e, o Irã pode usar as vulnerabilidades da Turquia na questão curda na tentativa de reformular a política da Turquia em relação ao regime sírio.